# Vasilis Vasilikos

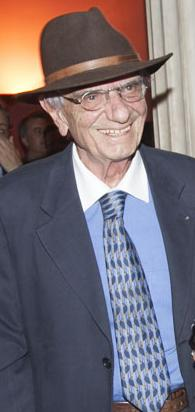
Vasilis Vasilikos (2016)

Vasilis Vasilikos (griechisch Βασίλης Βασιλικός, auch Vassilis Vassilikos; * 18. November 1933 im Dorf Potamoudia, heute Stadtviertel von Kavala; † 30. November 2023 in Athen) war ein griechischer Schriftsteller. Er galt als einer der bedeutendsten zeitgenössischen Autoren Griechenlands. Vasilikos wirkte als Diplomat bei der UNESCO für sein Land.

## Leben
Vasilikos wuchs in der zweitgrößten griechischen Stadt Thessaloniki auf. In den 1950er Jahren studierte er Rechtswissenschaften an der Aristoteles-Universität in Thessaloniki und später Fernsehregie in der Drama School-SRT der Yale University in New York.
Ab 1967 lebte er in verschiedenen europäischen Städten in Italien, Frankreich, Griechenland und in den Vereinigten Staaten sowie als DAAD-Stipendiat mehrere Jahre in West-Berlin, wo er u. a. als Mitglied der dort versammelten griechischen Exil-Gemeinde an einer Fernsehbearbeitung eines Stückes von Luigi Squarzina für das ZDF arbeitete. Die ab dem Militärputsch 1967 bis 1974 in Griechenland regierende Obristenjunta duldete seine Veröffentlichungen nicht.

## Wirken
Auch international bekannt wurde Vasilikos durch seinen Roman „Z“ und dessen in Cannes preisgekrönte Verfilmung durch Costa-Gavras: Z – Anatomie eines politischen Mordes. In dem von Vasilikos als dokumentarisch bezeichneten Roman wird, ausgehend von der Ermordung des Parlamentsabgeordneten Grigoris Lambrakis, die Methodik eines gewalttätigen und korrupten Regimes, welches die Monarchie unterstützte, geschildert.
Bis zum Zeitpunkt seines Todes erfolgten Übersetzungen seiner Bücher in 33 Sprachen.
Nach seiner Rückkehr aus dem Exil war er von 1981 bis 1984 Vizedirektor beim staatlichen Sender ERT-1.
Vasilikos war in den Jahren 2001 bis 2005 Vorsitzender des griechischen Schriftstellerverbandes und zwischen 1996 und 2004 Botschafter Griechenlands bei der UNESCO und betätigt sich als Kolumnist.
Bei der Parlamentswahl am 17. Juni 2012 kandidierte Vasilikos für die linksgerichtete Dimokratiki Aristera (DIMAR) und trat bei der Parlamentswahl am 25. Januar 2015 auf der Gesamtstaatsliste für das Wahlbündnis Prasini–DIMAR an.
2016 wurde ihm der Große Literaturpreis verliehen.
Bei der Wahl am 7. Juli 2019 führte Vasilikos die landesweite Liste der Partei Synaspismos Rizospastikis Aristeras (Syriza) an und zog für sie ins griechische Parlament ein.

## Werke
- Griechische Trilogie (1961)
- Die Fotografien (1964)
- Z (1966)
- Kroup Ellás (1976)
- Griechische Tragödie (1989)
- Das letzte Adieu (2009)